# Josip Vilfan
Josip Vilfan (tudi Wilfan), slovenski gradbenik, * 11. marec 1838, Škofja Loka, 14. februar 1907, Trst.

## Življenje in delo
Josip Vilfan je oče politika Josipa (1878-1955) in nečak duhovnika Simona (1802-1881). Osnovno šolo je obiskoval v Škofji Loki, nato pa naj bi šolanje nadaljeval na realki v Gradcu. Nato je končal politehniko na Dunaju (leta 1859 bil prvi prejemnik štipendije, ki jo je za študij tehnike ustanovil tržiški barvar Jakob Peharc) in septembra leta 1861 je stopil v avstrijsko vojno mornarico. Kot pripravnik in nato kadet je služil na raznih ladjah ter v pristaniških admiralatih (Pulj, Benetke); leta 1866 je postal zastavnik (poročnik) linijske ladje, bil premeščen na fregato Donau, na kateri se je udeležil 20. junija 1866 bitke pri Visu. 
Leta 1868 ali 1869 je sprejel (zaradi ženitvene kavcije) službo kot inženir pripravnik pri Južni železnici, ki je gradila pristaniške naprave v Trstu, in bil dodeljen tamkajšnji gradbeni inšpekciji. Proti koncu leta 1871 je prešel v ogrsko službo k Direkciji za gradnjo železnic, sekcija za gradnjo pristanišča na Reki, leta 1874 pa k Pomorski upravi (Seebehorde) v Trstu kot gradbeni pristav. Tu je bil imenovan leta 1884 za inženirja, leta 1887 za predstojnika gradbenega vodstva za nove pristaniške naprave, leta 1890 za nadinženirja, kmalu zatem pa je bil premeščen kot vodja pristaniških gradbenih del na območje Dubrovnika in Meljine s sedežem v Dubrovniku. Spomladi 1895 je bil spet premeščen v Trst, leta 1896 postal gradben svetnik in leta 1899 višji gradbeni svetnik.
V času svojega službovanja je spremljal ali vodil gradnjo pristanišč vzdolž istrske in dalmatinske obale, zlasti Reke in Trsta. V Dubrovniku je po izkušnjah iz Gradeža, kjer so nabagrane nasipine uporabili za asanacije ob Nadiži, kljub odporu sanitetnih oblasti izvedel asanacije pri Stonu. Občina Ston ga je zato 4. maja 1899 imenovala za častnega meščana. 
Leta 1902 je dobil patent za ležaj pri bagerjih, strojih in vozovih za malto, ki je bil zavarovan pred onesnaženjem; patent je bil v praktični rabi okoli 5 let.